# Bumpy Johnson
Ellsworth Raymond "Bumpy" Johnson (31 de octubre de 1905 - 7 de julio de 1968) fue un jefe de la mafia estadounidense y corredor de apuestas en el barrio de Harlem de la ciudad de Nueva York. Fue uno de los principales aliados de Charles "Lucky" Luciano, que más tarde sería el líder de la familia criminal Genovese. Su carrera criminal ha inspirado series de televisión y películas, como la famosa serie "El padrino del Harlem".

## Primeros años
Johnson nació en Charlestón, Carolina del Sur el 31 de octubre de 1905. Johnson derivó su apodo "Bumpy" de un bulto detrás de su cabeza. Cuando tenía 10 años, su hermano mayor, Willie, fue acusado de matar a un hombre blanco. Temerosos de un posible linchamiento, sus padres hipotecaron su casa para tener dinero y enviar a Willie al norte del país a vivir con parientes. Cuando Johnson creció, sus padres se preocuparon sobre su insolencia y temperamento hacia los blancos, y en 1919 fue enviado a vivir con su hermana mayor, Mabel, en Harlem.

## Trayectoria criminal
Johnson fue un asociado de "La Reina de los Números", Madame Stephanie St. Clair. "Bumpy" Johnson se convirtió en el lugarteniente principal de St. Clair en la década de 1930. 
Johnson y St. Clair tenían como objetivo iniciar una guerra contra el jefe de la mafia de Nueva York, Dutch Schultz. La pelea resultó en más de 40 asesinatos y varios secuestros.
En el verano de 1952 las actividades de Johnson eran informadas en la sección de personas célebres en el Jet, un reporte semanal para lectores afroamericanos fundado en 1951. Aquel mismo año, Johnson fue sentenciado en Nueva York a quince años de prisión por conspiración para vender heroína. Dos años más tarde, el Jet informó  en su sección sobre el crimen de Johnson y el comienzo de su condena tras perder su apelación. Sirvió la mayor parte de su sentencia en la Prisión de Alcatraz en la Bahía de San Francisco, California , con el número 1117, y salió en libertad en el año 1963.
Johnson fue arrestado en más de 40 ocasiones, dos de ellas por cargos relacionados con el narcotráfico. En diciembre de 1965, Johnson escenificó una huelga en una comisaría, rechazando su vigilancia continua. Fue acusado de "negativa a abandonar una comisaría" pero fue absuelto por un juez.

## Vida personal
Bumpy Johnson se casó con Mayme Hatcher en octubre de 1948, a los seis meses de conocerse. Johnson tuvo dos hijas, Ruthie, con su esposa, y Elease, con una amante. Su viuda falleció en mayo de 2009 a los noventa y cuatro años.

## Muerte
Johnson estaba acusado por tráfico de drogas y conspiración cuando murió de un ataque cardíaco el 7 de julio de 1968, a la edad de 62 años. Estaba en el restaurante Sea Wells en Harlem poco antes de las 2 a. m., y la camarera le había servido café, un muslo de pollo y sémola de maíz, cuando se desplomó agarrándose el pecho. Su amigo Frank Lucas, que estaba allí, corrió a la calle del Club de Ritmo para conseguir ayuda de su amigo de la niñez Junie Byrd. Cuando llegó Byrd, Lucas cayó en sus brazos, y Johnson brevemente abrió sus ojos y le sonrió, y después cayó inconsciente. Lo llevaron en ambulancia al hospital de Harlem, donde lo declararon muerto. Está enterrado en el Cementerio Woodlawn en El Bronx, en la ciudad de Nueva York.

## Cultura popular

### Cine
- En Shaft, película de 1971, y su secuela de 1972, Shaft vuelve a Harlem, Moses Gunn interpreta a "Bumpy" Jonas, un papel basado en "Bumpy" Johnson.[5]
- En la película Come Back, Charleston Blue, de 1972, el papel principal está vagamente basado en "Bumpy" Johnson, un criminal que es admirado como un ejemplo a seguir.[6]
- En la película de 1979 Fuga de Alcatraz, Paul Benjamin interpreta un papel basado en "Bumpy" Johnson, conocido como "English".[7][8]
- En la película de 1984  Cotton Club, Laurence Fishburne interpreta un papel basado en "Bumpy" Johnson, llamado "Bumpy" Rhodes.[9]
- En la película de 1997 Hoodlum, Johnson es otra vez interpretado por Fishburne.
- En la película de 1999 Condenados a fugarse, el músico Rick James actúa como un gánster de Harlem, "Spanky" Johnson, personaje vagamente inspirado en "Bumpy" Johnson.
- En la película de 2007 American Gangster, el personaje de Johnson es interpretado por Clarence Williams III, y el de Frank Lucas por Denzel Washington.

### Televisión
- En un episodio de Misterios sin resolver, se afirma que Johnson presuntamente ayudó en el famoso escape de tres prisioneros de Alcatraz en 1962, los cuales consiguieron llegar a las orillas de San Francisco. Se dice también que arregló para que una barca los rescatase y los dejase en el distrito de Hunters Point.[10]
- En el segundo episodio de la tercera temporada de la serie de HBO The Wire, titulado "All Due Respect", Bumpy es mencionado justo antes de que Tree (traficante de Wagstaff Cheese) mate a Jelly por una pelea de perros en la cual el perro de Cheese pierde. Allí tres criminales de bajo nivel discuten un supuesto episodio en el que Bumpy atacó una estación de policía él solo. Esto se explica más a fondo en el comentario de audio de Richard Price del episodio.
- La red de cable Epix emitió desde 2019 la serie Godfather of Harlem, en la cual Forest Whitaker encarna a "Bumpy" Johnson. La serie fue creada por los productores ejecutivos Markuann Smith, Chris Brancato y Paul Eckstein, que producen la serie junto con ABC Studios.[11]

### Música
- Es mencionado en la canción de Mac Dre "Genie of the Lamp" ("I'm Samuel and Denzel in one body.

And Bumpy Face Johnson, I'll kill somebody").
- El rapero Prodigy tituló su primera grabación después de estar en prisión The Ellsworth Bumpy Johnson EP, la cual siguió con The Bumpy Johnson Album.
- El rapero británico Central Cee tiene una canción titulada "Bumpy Johnson" en su EP No More Leaks.

### Videojuegos
- El personaje de Sammy Robinson en el juego Mafia III está inspirado parcialmente en Bumpy Johnson. El líder del crimen en el que se convierte el protagonista, Lincoln Clay, también está inspirado en "Bumpy" Johnson, junto con otros criminales como Frank Lucas y Nicky Barnes.

### Cómics
- Johnson es mencionado en el cómic Marvel Noir #2, de Marvel Comics, cuando el personaje de Barracuda, que trabaja como sicario para Bumpy, mata al padre de Punisher (aunque su nombre es escrito erróneamente como "Bumby").[12][13]